# هیفیلد (شهرستان فردریک، ویرجینیا)
هیفیلد (به انگلیسی: Hayfield) یک منطقهٔ مسکونی در ایالات متحده آمریکا است که در شهرستان فردریک، ویرجینیا واقع شده‌است.